# Peristylus citrinus
Peristylus citrinus är en orkidéart som först beskrevs av Louis Marie Aubert Du Petit-Thouars, och fick sitt nu gällande namn av John Lindley. Peristylus citrinus ingår i släktet Peristylus och familjen orkidéer. Inga underarter finns listade i Catalogue of Life.